# زينوس

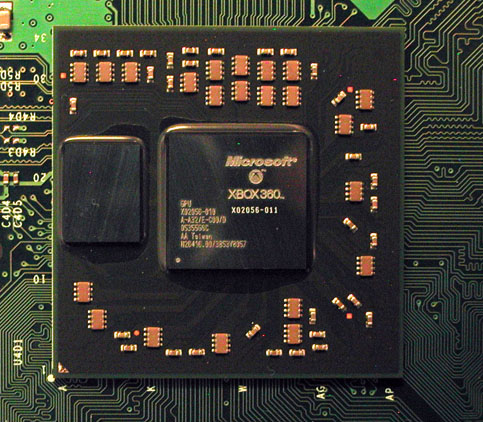

زينوس (بالإنجليزية: Xenos)‏ وحدة معالجة الرسومات صممت من قبل شركة إيه تي أي لمشغل ألعاب الفيديو إكس بوكس 360 من شركة مايكروسوفت. وتم تطويرها تحت اسم C1 وهي تعتبر سابقة لوحدة R600 لأجهزة الحاسوب الشخصي. تحتوي هذه الرقاقة على وحدتان: وحدة معالجة الرسوميات وذاكرة وصول عشوائي ديناميكية منظمة.